# SN-42

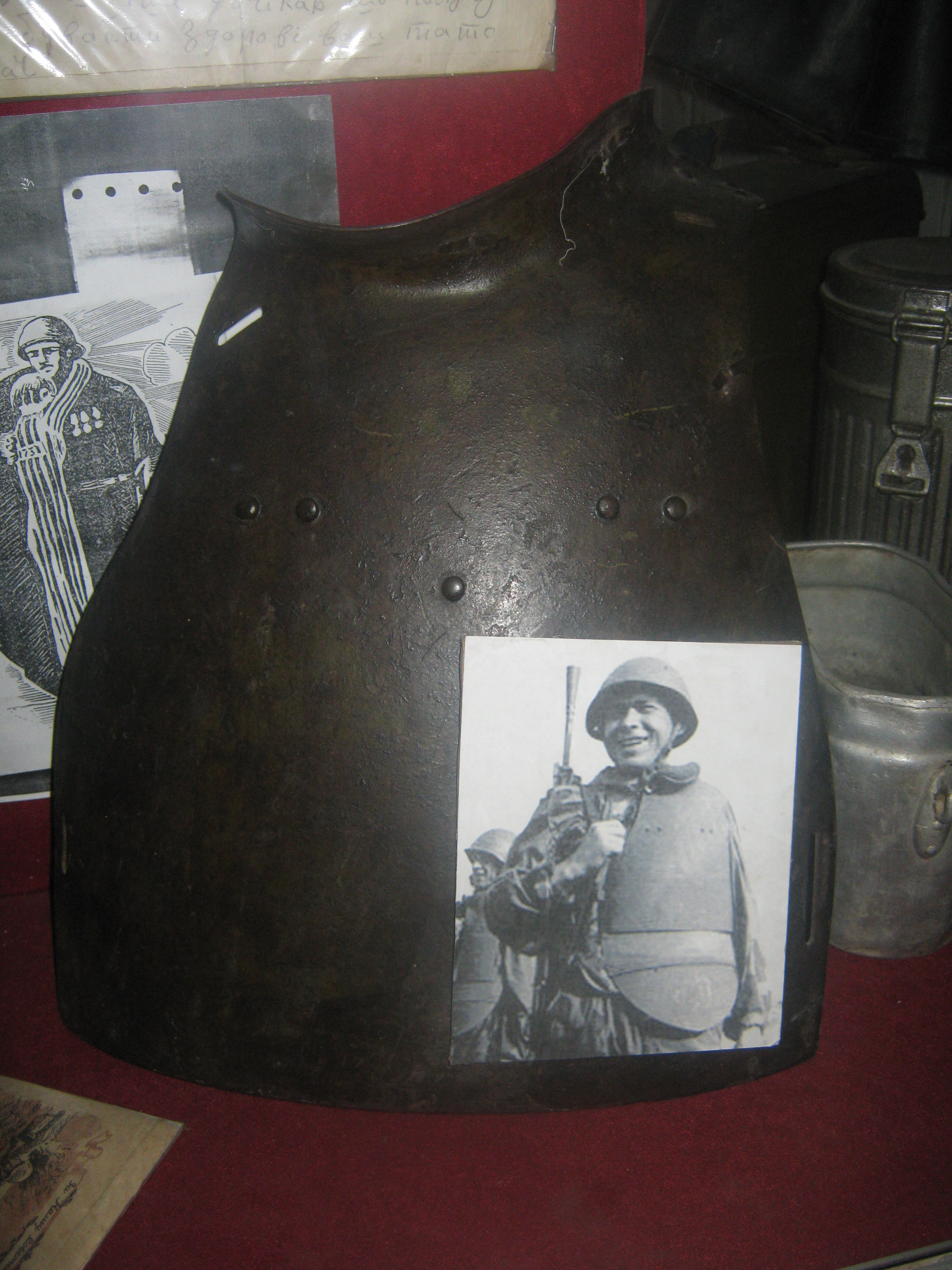
Górna część SN-42 w muzeum twierdzy w Kamieńcu Podolskim

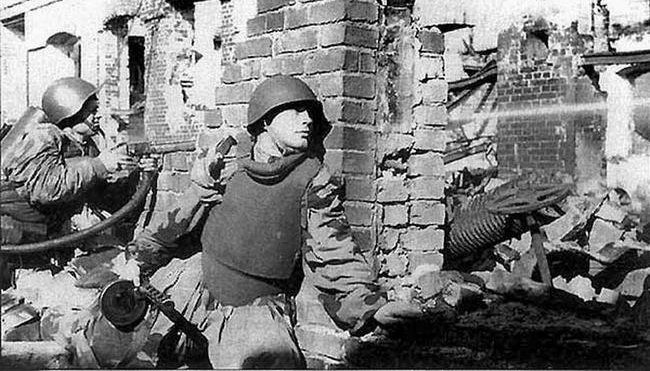
Żołnierz Armii Czerwonej w pancerzu SN-42 podczas walk miejskich w czasie II wojny światowej

SN-42 (ros. СН-42) – uzbrojenie ochronne będące rodzajem napierśnika, używane przez żołnierzy Armii Czerwonej w czasie II wojny światowej.

## Opis
SN-42 wykonany był ze stali 36SGN o grubości 2 milimetrów (z tolerancją 1,8–2,2 mm) i ważył 3,3–3,5 kilograma. Powstało kilka modeli: SN-38, SN-39, SN-40, SN-40A i SN-42, gdzie liczba oznaczała rok opracowania. Wytrzymywał trafienia nabojów pistoletowych i karabinowych oraz małych odłamków. Znane są przypadki, gdy naboje pistoletowe kalibru 9 milimetrów trafiały żołnierza w pancerzu z bardzo bliskiej odległości, nie wyrządzając mu żadnej krzywdy. Stal, ze względu na swoją gładkość i wytrzymałość, mogła również odbijać uderzenia bagnetu, a czasem nabojów karabinowych kalibru 7,92 milimetra, ale tylko wtedy, gdy trafienie było styczne pod dużym kątem i oddane z dużej odległości.
Czerwonoarmiści nosili zazwyczaj ten „napierśnik” na pikowanej kurtce (fufajka) z oderwanymi rękawami, która pełniła funkcję dodatkowej amortyzacji, mimo że pancerz na klatce piersiowej miał specjalną podszewkę od wewnątrz. Sprawdzał się doskonale w walkach miejskich.

## Użycie
SN-42 wszedł do służby w 1942 roku i był używany między innymi podczas bitwy stalingradzkiej. Powszechnie wykorzystywany w radzieckich brygadach inżynieryjno-szturmowych, które były w niego rutynowo wyposażone, zyskując nawet przydomek „piechoty pancernej”.
Oceny „napierśnika” przez żołnierzy radzieckich walczących na pierwszej linii frontu były podzielone: pojawiały się zarówno opinie pozytywne, jak i negatywne. Pancerz sprawdzał się doskonale w walkach ulicznych, podczas szturmów miast oraz w walce wręcz. Jednocześnie w warunkach polowych żołnierze brygad szturmowych poruszali się najczęściej na brzuchach, tak więc pancerz stawał się niepotrzebnym utrudnieniem.